# Maria Beatrice d’Este (1658–1718)

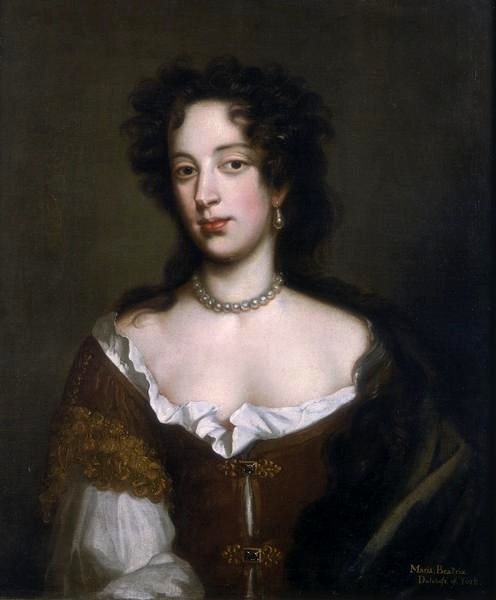
Werkstatt von Willem Wissing, Maria Beatrix d’Este von Modena als Herzogin von York (1680)

Maria Beatrix d’Este, Prinzessin von Modena (* 5. Oktober 1658 in Modena; † 7. Mai 1718 in Saint-Germain-en-Laye) war als Gemahlin von Jakob II./VII. von 6. Februar 1685 bis 11. Dezember 1688 Königin von England, Schottland und Irland. Nach dem Sturz ihres Gatten durch dessen Schwiegersohn Wilhelm von Oranien floh sie Ende 1688 zu König Ludwig XIV. nach Frankreich, wo sie nach fast 30-jährigem Exil starb.

## Abstammung und Jugend
Maria Beatrix, deren vollständiger Taufname Maria Beatrice Anna Margherita Isabella d’Este lautet, war die einzige Tochter von Alfonso IV. d’Este, Herzog von Modena aus dem Hause Este, und dessen Gemahlin Laura Martinozzi, einer der Nichten des Kardinals Mazarin. Alfonso IV. starb bereits im Juli 1662, woraufhin seine Witwe als Regentin für ihren erst zweijährigen Sohn Francesco fungierte, der etwas jünger als seine Schwester Maria Beatrix war. Letztere erhielt auf Anweisung ihrer Mutter eine strenge, katholisch-religiös geprägte Erziehung durch Nonnen eines lokalen Karmeliterklosters und wollte eine geistliche Laufbahn einschlagen. Sie sprach fließend Italienisch sowie Französisch und beherrschte auch Latein.

## Heirat

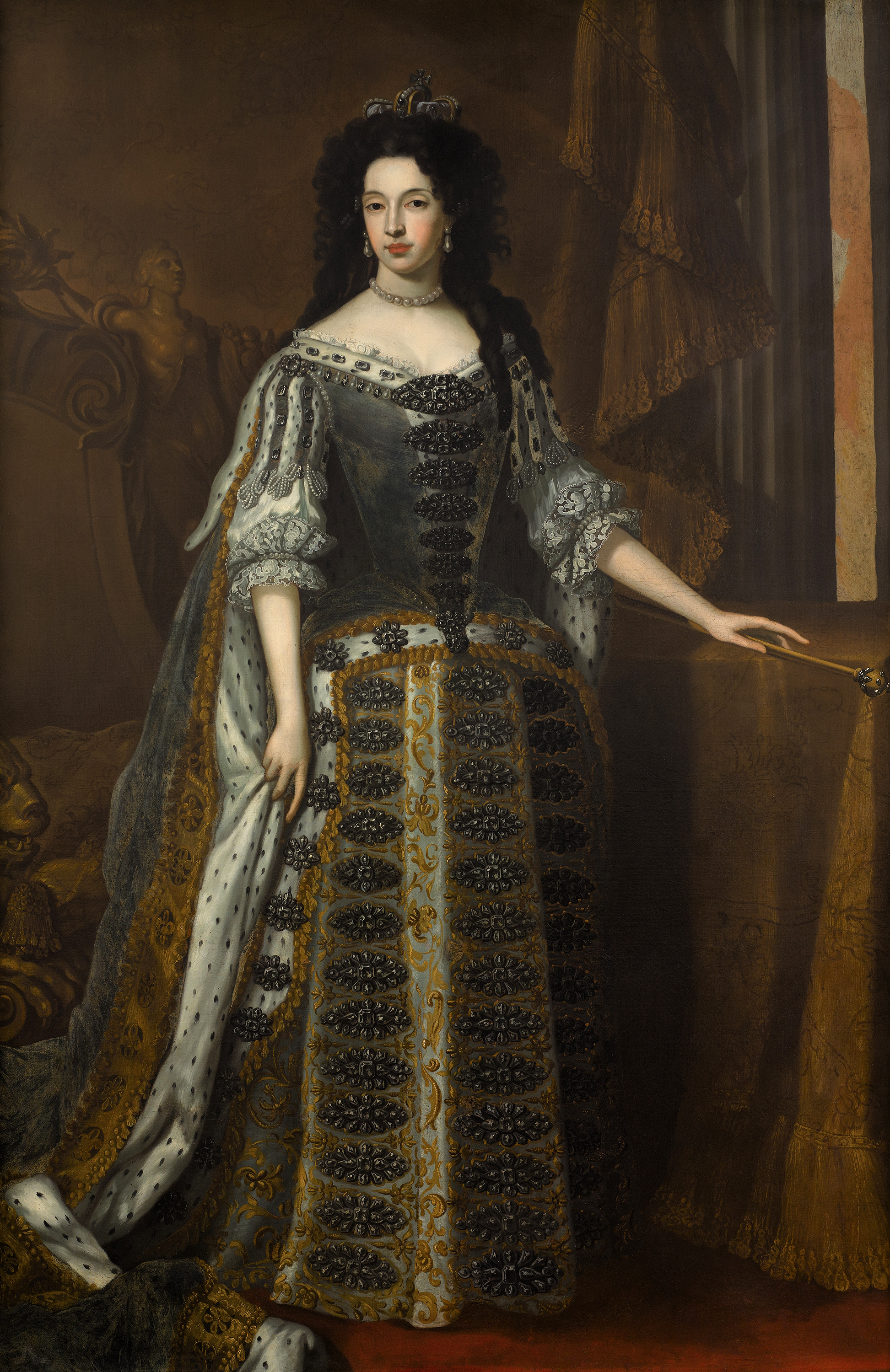
Maria Beatrix

Der Wunsch von Maria Beatrix, Nonne zu werden, erfüllte sich nicht. 1670 schlug sie ihr Großonkel, Kardinal Rinaldo d’Este, nach dem Tod von Henrietta Anne Stuart deren Witwer, dem Herzog Philipp von Orléans, als neue Gemahlin vor. 1672 wurde sie als Braut des Herzogs von York und nachmaligen englischen Königs Jakob II. ausersehen. Jakob war 1669 zum Katholizismus übergetreten und suchte nach dem Tod seiner ersten Gemahlin Anne Hyde Ende März 1671 eine weitere Frau seines Glaubens. Er war, da sein älterer Bruder, König Karl II., keinen legitimen Nachwuchs hatte und von Katharina von Braganza auch kaum mehr bekommen würde, der nächste Thronanwärter und hatte an überlebenden Kindern aus seiner ersten Ehe zwar zwei Töchter, Maria und Anne, aber keinen Sohn. Einen solchen hoffte er von einer zweiten Gattin zu erhalten.
Nachdem die Erzherzogin Claudia Felizitas und andere hochadlige Damen als Eheaspirantinnen ausgeschieden waren, präferierte Jakobs Brautwerber, Lord Peterborough, Maria Beatrix. Die auserkorene Braut lehnte ihre Heirat jedoch zunächst energisch ab; wollte sie doch lieber ein Klosterleben führen als in einem protestantischen Land leben. Modenas Regentin Laura unterstützte den Entschluss ihrer Tochter oder wollte diese vielleicht lieber mit dem elfjährigen spanischen König Karl II. vermählen. So bot sie stattdessen ihre Schwägerin Eleonora d’Este als Braut für Jakob an. Diesen Vorschlag wies Peterborough zurück und begab sich, um im Namen Jakobs um Maria Beatrix’ Hand zu werben, im Juli 1673 nach Modena. Auch der französische König Ludwig XIV. suchte die Realisierung dieses Eheprojekt zu fördern, indem er eine Mitgift von 400.000 Kronen in Aussicht stellte und den Marquis de Dangeau zur Unterstützung Peterboroughs entsandte.
Dem französischen Druck gab die Regentin Modenas schließlich nach. Doch musste Papst Clemens X. um die notwendige Dispens ersucht werden. Um Maria Beatrix zur Heirat zu bewegen, bedurfte es eines päpstlichen Schreibens mit der Mahnung, dass sie durch ihre Ehe mit Jakob den Katholiken in Großbritannien helfen und mithin mehr für ihre Konfession erreichen könne, als wenn sie Nonne würde. Obwohl Clemens X. die Erteilung der Dispens verschob, bis Maria Beatrix’ öffentliche Ausübung ihrer Religion in England sichergestellt war, wurde die Ferntrauung am 20. Septemberjul. / 30. September 1673greg. im herzoglichen Palast zu Modena vollzogen. Die Stelle des abwesenden Bräutigams nahm Lord Peterborough ein. Anschließend brach Maria Beatrix mit ihrer Mutter und beträchtlichem Gefolge zu den Britischen Inseln auf. Zwischenstation machte sie u. a. in Lyon und Paris, wo der französische König sie glanzvoll aufnehmen ließ. In Versailles erholte sich die junge Braut von einer Unpässlichkeit.

Maria Beatrix verlässt am 21. November 1673 Calais in Richtung England

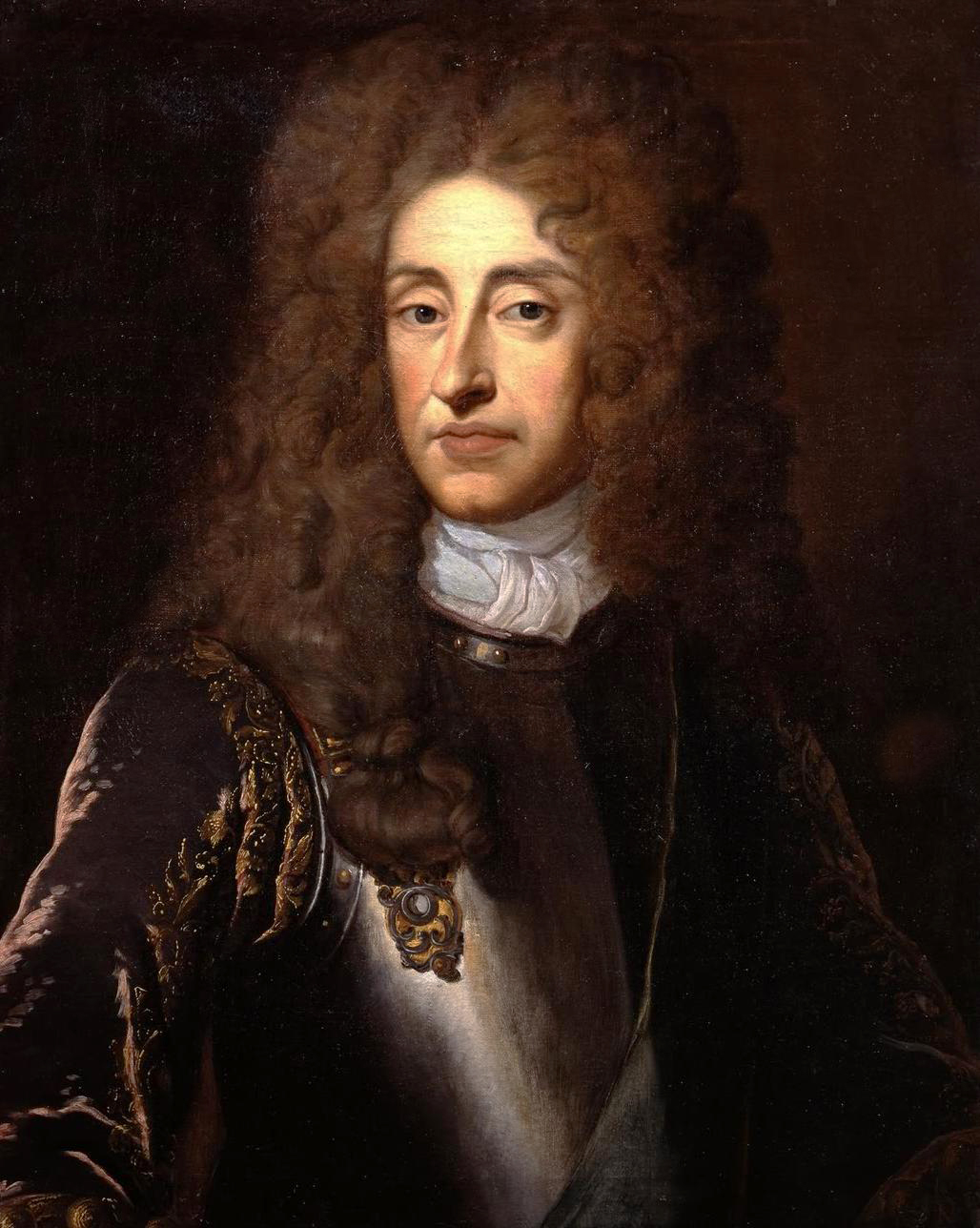
Jakob II.

Die Bevölkerung des anglikanischen Englands, wo Jakobs zweite Heirat erst Ende September 1673 allgemein bekannt wurde, betrachtete die Ehe des Herzogs von York mit einer Katholikin äußerst reserviert. Im Unterhaus wurde gefordert, die Einschiffung der Prinzessin zu verhindern, doch König Karl II. lehnte dies ab. Von Calais aus konnte die Braut nach Dover übersetzen, wo sie nach ihrer Landung am 21. November 1673 von ihrem Gatten begrüßt wurde und wo noch am selben Abend nach der öffentlichen Verlesung des Ehevertrags durch Bischof Nathaniel Crew von Oxford die eigentliche Vermählung stattfand. Die 15-jährige hochgewachsene, schwarzhaarige und dunkeläugige Maria Beatrix, die einen hellen Teint hatte, wurde von ihrem 40 Jahre alten Mann verehrt und entwickelte trotz ihrer anfänglichen Ablehnung der Ehe allmählich ebenfalls eine große Zuneigung zu Jakob. König Karl II., der den Frischvermählten bis Greenwich entgegengereist war, verstand sich von Anfang an mit seiner Schwägerin ausgezeichnet.

## Herzogin von York
Die durch ihre Heirat zur Herzogin von York aufgestiegene Maria Beatrix zog mit ihrem Gemahl bald nach ihrem Eintreffen in London in den St James’s Palace. Dass bei ihrem Empfang in Whitehall einige Gattinnen von Peers gegen das Angebot des Königs protestiert hatten, auch ihrer Mutter einen Sitz anweisen zu lassen, ärgerte diese sehr. So beschloss die Herzoginwitwe Laura, nicht lange in London zu verweilen. Sie kritisierte auch, dass ihrer Tochter Maria Beatrix nur ein privater Andachtsraum in deren eigenen Gemächern, aber keine öffentliche katholische Kapelle zur Verfügung stand, obwohl ihr dies im Ehevertrag zugesichert worden war. Die Betroffene selbst erhob wegen dieser Verletzung des Ehekontrakts keine Klagen. Nach der Abreise ihrer Mutter und ihres Gefolges nach Italien Anfang 1674 verblieben nur wenige Personen aus ihrer Heimat, u. a. zwei Hofdamen und drei Priester, im Haushalt von Maria Beatrix. Die englischen Bediensteten der Herzogin von York wählte ihr Gatte aus. Die Gräfin von Peterborough, Gattin von Jakobs Brautwerber, avancierte zur Vorsteherin des Haushalts der Herzogin.
Anfangs fühlte sich Maria Beatrix in England eher unglücklich und verstand nur wenig Englisch. Sie suchte sich aber diese Sprache rasch anzueignen und empfand, wie erwähnt, eine allmählich stets wachsende Liebe zu Jakob, der ihr durch seine Festigkeit im katholischen Glauben große Freude bereitete. Sie hatte auch ein gutes Verhältnis zu ihren nur wenige Jahre jüngeren Stieftöchtern Maria und Anne. 1675 bewilligte ihr der König eine jährliche Geldsumme von 5000 Pfund.

### Nachkommen

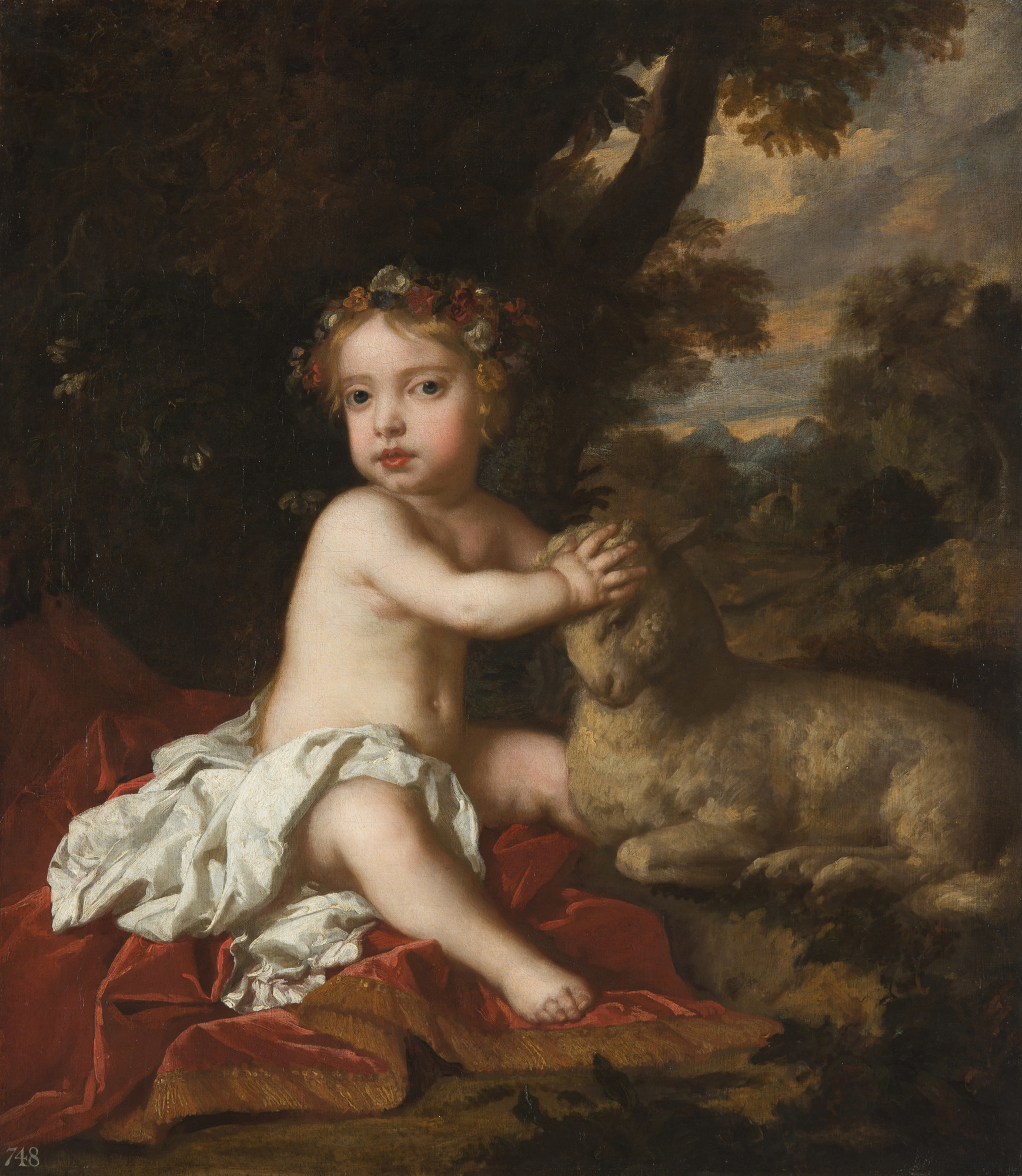
Prinzessin Isabel (1676–1681),
Gemälde von Peter Lely, 1677

Maria Beatrix hatte im Laufe von knapp zwei Jahrzehnten sieben Kinder mit ihrem Mann, von denen die ersten fünf sehr jung starben. Darüber hinaus erlitt sie eine Reihe von Totgeburten und mehrere Fehlgeburten, so dass insgesamt 13 Schwangerschaften dokumentiert sind, wobei das Geschlecht der nicht benannten Kinder nicht überliefert ist.
Nur ihre letzten beiden Kinder erreichten das Erwachsenenalter, nur ihr Sohn James Francis Edward Stuart hatte selbst Nachkommen. Da sich ihr Mann in den 1660er Jahren mit einer sexuell übertragbaren Erkrankung angesteckt hatte, liegt die Vermutung nahe, dass diese zu den gynäkologischen Schwierigkeiten beigetragen hat.
| Name                          | Geburt           | Tod               | Sonstiges                                                                                      |
| ----------------------------- | ---------------- | ----------------- | ---------------------------------------------------------------------------------------------- |
| Unbenannt                     | März 1674        | März 1674         | Fehlgeburt                                                                                     |
| Catherina Laura               | 10. Januar 1675  | 3. Oktober 1675   | starb vor dem 1. Geburtstag                                                                    |
| Unbenannt                     | 14. Mai 1675     | 14. Mai 1675      | Fehlgeburt                                                                                     |
| Unbenannt                     | 4. Oktober 1675  | 4. Oktober 1675   | Totgeburt                                                                                      |
| Isabella                      | 28. August 1676  | 2. März 1681      | starb im Alter von vier Jahren                                                                 |
| Charles, Herzog von Cambridge | 7. November 1677 | 12. Dezember 1677 | starb im Alter von einem Monat                                                                 |
| Elizabeth                     | 1678             | 1678              | starb direkt nach ihrer Geburt                                                                 |
| Unbenannt                     | 1681             | 1681              | Totgeburt                                                                                      |
| Charlotte Maria               | 16. August 1682  | 6. Oktober 1682   | starb im Alter von knapp zwei Monaten                                                          |
| Unbenannt                     | Oktober 1683     | Oktober 1683      | Totgeburt                                                                                      |
| Unbenannt                     | 8. Mai 1684      | 8. Mai 1684       | Fehlgeburt                                                                                     |
| James Francis Edward          | 10. Juni 1688    | 1. Januar 1766    | Zwei Nachkommen mit Maria Clementina Sobieska: Charles Edward Stuart und Henry Benedict Stuart |
| Louisa Maria                  | 28. Juni 1692    | 18. April 1712    | starb im Alter von 19 Jahren an Pocken                                                         |

### Antikatholische Stimmung, Popish Plot, Exil und Rückkehr
In England herrschte zu der Zeit, als Maria Beatrix den Herzog von York heiratete, in Volk, Parlament und anglikanischer Kirche eine antikatholische Stimmung vor. Radikale Protestanten betrachteten Jakobs Frau als Agentin des Papstes. Maria Beatrix hielt sich indessen zunächst von der Politik fern.
Der König war verärgert, als Maria Beatrix ihre erste – schon im Oktober 1675 verstorbene – Tochter Catherina Laura heimlich von ihrem Jesuitenkaplan Antonio Galli taufen ließ; so musste das Kind auch einer anglikanischen Taufe unterzogen werden. Eine weitere Tochter, Isabella, gebar die Herzogin im August 1676. Dann verstärkte sich die katholikenfeindliche Haltung im Land noch durch die im November 1677 erfolgte Geburt von Maria Beatrix’ erstem, nach dem englischen König auf den Namen Charles getauftem Sohn, weil nun die Aussicht auf zwei Generationen katholischer Monarchen bestand. So wurde der Umstand, dass Charles im Alter von nur fünf Wochen an den Pocken verstarb, von der Bevölkerung mit Erleichterung aufgenommen.
In der ersten Oktoberhälfte 1678 hielt sich Maria Beatrix mit ihrer Stieftochter Anne am Hof in Den Haag auf, um ihre andere, mittlerweile mit Wilhelm von Oranien verheiratete Stieftochter Maria zu treffen. Sie bat den niederländischen Statthalter um Hilfe für Modena, das damals einen militärischen Konflikt mit Mantua ausfocht.
Inzwischen begannen sich in England die antikatholischen Tendenzen weiter zu steigern, als der Geistliche Titus Oates mit seiner von ihm frei erfundenen Behauptung einer Papisten-Verschwörung (englisch Popish Plot) auf weitverbreiteten Glauben stieß. Laut Oates sollte diese angebliche katholische Verschwörung die Ermordung König Karls II. und Auslöschung des englischen Protestantismus zum Ziel haben. Dass seinen haltlosen Anschuldigungen geglaubt wurde, lag neben anderen Ursachen auch in der am 29. September 1678 erfolgten Entdeckung des Briefverkehrs von Maria Beatrix’ einstigem, Ende 1676 wegen militärischen Geheimnisverrats entlassenem Sekretär Edward Colman mit Jesuiten begründet, worin der Sturz des anglikanischen Glaubens mit französischer Unterstützung erörtert wurde.
Zwar wurde der am 16. Oktober 1678 nach England zurückgekehrten Maria Beatrix unterstellt, dass sie und ihr Gatte trotz der fast zwei Jahren zuvor erfolgten Entlassung Colmans über dessen Aktivitäten Bescheid gewusst hätten, doch konnte ihr im Wesentlichen nur nachgewiesen werden, dass sie ihren in England in Ungnade gefallenen und deshalb im November 1675 nach Frankreich geflohenen Beichtvater Pierre de Saint-Germain 1676 gebeten hatte, sich bei Ludwig XIV. dafür einzusetzen, dass dieser ihrem Onkel Rinaldo d’Este beim Aufstieg zum Kardinal behilflich wäre. Auch befand sich die Herzogin zum Zeitpunkt des mysteriösen Mordes an Friedensrichter Sir Edmund Berry Godfrey (12. Oktober 1678), der Oates’ Aussagen aufgenommen hatte, in Holland und konnte mithin nicht direkt darin verwickelt sein. In der Folge wurde sie kaum der Komplizenschaft der von Oates postulierten Verschwörung verdächtigt.
Es kam aber aufgrund der durch den angeblichen Popish Plot ausgelösten Hysterie zu Katholikenverfolgungen. Der englische König schickte Maria Beatrix und ihren Gemahl Anfang März 1679 zu deren Sicherheit nach Holland; sie sollten einstweilen am Hof Wilhelms von Oranien leben. Doch das Ehepaar begab sich noch im selben Monat nach Brüssel, der Hauptstadt der spanischen Niederlande, wo es im Hôtel de Bassigny, dem Haus des Fürsten von Ligne, residierte. Im folgenden Juli erhielt Maria Beatrix von ihrer nun in Rom lebenden Mutter Besuch. Im August 1679 kam dann ihre Stieftochter Anne zu ihr nach Brüssel. Trotz brieflicher Aufforderung seitens englischer Vertrauter, sich wieder zur anglikanischen Konfession zu bekehren, weigerte sich Jakob unterdessen vehement, einen solchen Schritt zu unternehmen und wurde in dieser Haltung von seiner Frau bestärkt.
Auf die Nachricht von der ernsten Erkrankung Karls II. kehrte Jakob mit seiner Gattin und seiner Tochter Anne im Oktober 1679 rasch nach London zurück, da er fürchtete, dass im Fall des Ablebens des Königs dessen illegitimer Sohn James Scott, 1. Duke of Monmouth auf den Thron erhoben werden könnte. Karl II. erholte sich wieder und schickte seinen Bruder und dessen Gemahlin im November 1679 nach Schottland, während Jakobs Töchter, Anne und die erst dreijährige Isabella, auf Befehl des Königs in London blieben. Da in Schottland an der linearen Erbfolge ungeachtet der Glaubensrichtung des Thronfolgers festgehalten wurde, fand das Herzogspaar in Edinburgh freudige Aufnahme und residierte im Holyrood Palace. Durch dessen Präsenz erhoffte sich der schottische Handel eine Stimulierung. Im Februar 1680 konnte Maria Beatrix mit ihrem Gatten wieder vorübergehend nach England kommen. Sie litt aber anscheinend nach ihrer Rückkehr an Schwermut, die gerüchteweise auf die Liaison ihres Gatten mit seiner langjährigen Mätresse Catherine Sedley zurückgehen sollte. Ein weiterer Besuch ihrer in England unbeliebten Mutter färbte auch auf sie selbst negativ ab.
Im Oktober 1680 musste Maria Beatrix sich mit Jakob erneut nach Schottland begeben, wo das Paar in Edinburgh Hof hielt. Dann betrübte die Herzogin der am 2. März 1681 zu London erfolgte Tod ihrer erst vierjährigen Tochter Isabella zutiefst. Eine im Dezember 1681 aufgrund eines Reitunfalls zugezogene Rückenverletzung hinderte sie jahrelang, weiterhin dem Reitsport nachzugehen. Immerhin scheiterten 1681 aber auch endgültig die Versuche, Jakob durch die Exclusion Bill von der Thronfolge auszuschließen. In diesem Jahr wurde der fiktive Charakter des Popish Plot erkannt, und der Antipapismus legte sich in England etwas. König Karl II. erreichte, dass das Herzogspaar von York am 6. Juni 1682 ehrenvoll nach London zurückkehren konnte.
Am 6. Oktober 1682 verstarb ein weiteres Kind der Herzogin, Charlotte Maria, im Alter von nur eineinhalb Monaten, und in den beiden folgenden Jahren erlitt Maria Beatrix wieder zwei Fehlgeburten, so dass bei ihr und ihrem Ehemann die Hoffnung auf überlebende Kinder schwand. Wenigstens nahm die politische Opposition gegen Jakob deutlich ab. Gemeinsam mit Katharina von Braganza gelang es Maria Beatrix, König Karl II. kurz vor dessen am 6. Februar 1685 erfolgten Tod zum Übertritt zum katholischen Glauben zu überreden.

Wappen Königin Marias

## Königin

### Krönung; bedingte politische Einflussnahme
Nach dem Tod Karls II. kam dessen Bruder als Jakob II. an die Regierung und Maria Beatrix wurde an der Seite ihres Mannes Königin von England, Schottland und Irland sowie u. a. der nordamerikanischen Kolonien. Nach einer privaten katholischen Krönungsfeier, die für das Königspaar in dessen eigenen Räumlichkeiten abgehalten wurde, erfolgte am Georgstag (23. April) 1685 die offizielle Krönungszeremonie nach anglikanischem Ritus in der Westminster Abbey. Anlässlich dieser Feierlichkeit trug Maria Beatrix, mit der erstmals seit 1603 wieder eine englische Königin gekrönt wurde, ein weißsilbernes, edelsteinbesetztes Brokatkleid mit einer sechs Meter langen Schleppe aus Purpursamt. Laut dem bei der Zeremonie anwesenden Dekan von Peterborough betrug sich die Königin sehr würdevoll und andächtig, während ihr Gatte eher teilnahmslos gewesen sei. Maria Beatrix erhielt nach Beendigung der Feierlichkeit von den vor der Kirche wartenden Personen Beifall.
Die Königin blieb gesundheitlich angeschlagen, wie etwa der toskanische Gesandte Terriesi berichtete. Die Ärzte befürchteten, dass ihr ein baldiges Ableben bevorstünde, und schon wurden neue Heiratspläne für Jakob II. gewälzt. Das Unwohlsein von Maria Beatrix wurde vielerorts der nach wie vor bestehenden Liaison ihres Gemahls mit Catherine Sedley zugeschrieben. Der Jesuitenpater Edward Petre und andere erreichten aber, dass der König seine Liebesbeziehung zu Sedley beendete, die Anfang 1686 ins Exil nach Irland geschickt wurde, aber bald zurückkehren durfte. Immerhin erhielt Maria Beatrix von Jakob II. die Zusage, dass er die Beziehung zu seiner früheren Mätresse nicht erneuern werde. Die Königin soll auch im September 1685 über die Gunstbeweise, die ihr Gemahl seinen beiden illegitimen Söhnen von Arabella Churchill erwies, verärgert gewesen sein. Bis zum Frühjahr 1686 verbesserte sich ihr Gesundheitszustand deutlich.
Der Haushalt von Maria Beatrix wurde nach dem Vorbild jenes ihrer Vorgängerin Katharina von Braganza gestaltet und auch seine Kosten waren annähernd gleich hoch. Das jährliche Einkommen der Königin aus ihren Ländereien und anderen Quellen belief sich zunächst auf 40.000 Pfund und wurde, da es nicht ganz hinreichte, im Dezember 1686 um 10.000 Pfund erhöht. Der Tod ihrer Großmutter mütterlicherseits, Laura Margherita Mazzarini († 9. Juni 1685), brachte ihr auch einige Besitztümer in Italien ein. Bis 1687 wurden für sie im Auftrag des Königs mehrere Prunkgemächer im Whitehall-Palast fertiggestellt.
Der politische Einfluss der Königin wurde von ihren Zeitgenossen wohl überschätzt. So scheiterte der Versuch des Herzogs von Monmouth, der nach dem Tod seines königlichen Vaters Karl II. im Juni 1685 erfolglos als Prätendent gegen Jakob II. aufgetreten war, seinen Kopf durch den Einfluss von Maria Beatrix zu retten. Diese war dann sehr daran interessiert, dass der im Februar 1686 nach Rom abgereiste vatikanische Botschafter Jakobs II., Roger Palmer, 1. Earl of Castlemaine, sich erneut bei Papst Innozenz XI. dafür einsetzte, ihrem Onkel Rinaldo d’Este den Kardinalshut zu gewähren, welcher Bitte schließlich am 2. September 1686 entsprochen wurde.
Im Juli 1687 verschied Maria Beatrix’ Mutter in Rom. Dem englischen Hof wurde eine offizielle halbjährige Trauerzeit für die Verstorbene verordnet, die ihrer Tochter beträchtliches Barvermögen und Schmuck hinterlassen hatte.
Mit Sorge sah Maria Beatrix, dass ihr Gemahl ohne politisches Gespür ein katholisches absolutistisches System durchzusetzen versuchte. Dazu besetzte er einflussreiche administrative und militärische Ämter mit Katholiken und näherte sich außenpolitisch immer mehr Frankreich, sah sich aber mit wachsendem Widerstand der politisch und sozial maßgeblichen Kreise konfrontiert. Er achtete nicht einmal auf die zu einem behutsameren Vorgehen mahnenden Ratschläge aus Rom.
Vergeblich versuchte die Königin, in Richtung eines versöhnlichen Ausgleichs zwischen ihrem Gatten und den englischen Protestanten zu wirken. Entgegen ihrem Rat nahm Jakob II. im November 1687 den Jesuiten Edward Petre in den engsten Regierungsrat auf. Die Königin hasste Petre zunehmend, da sie seinen Einfluss für das anglikanerfeindliche Auftreten Jakobs II. hauptverantwortlich machte und in ihm laut Terriesi ein Instrument sah, das den König in den Ruin trieb. Trotz ihrer auf eine Mäßigung der Politik ihres Gemahls abzielenden Haltung schrieben ihr viele Engländer politische Missgriffe des Königs zu und fürchteten, dass sie, auch auf Antrieb ihrer Vertrauten, zugunsten der Katholiken intervenieren werde. Ihre Stieftochter, Prinzessin Anne, glaubte, dass die Königin trotz deren gegenteiligen Beteuerungen für Schmeicheleien empfänglich sei und sich so beeinflussen lasse. Mehrere Höflinge nutzten diese Schwäche der Monarchin, um sich deren Gunst zu sichern. George Douglas, 1. Earl of Dunbarton verdankte seine im Juli 1687 erfolgte Ernennung zum königlichen Kammerherrn teilweise Maria Beatrix’ Unterstützung.

### Geburt des präsumtiven Thronfolgers
Nachdem die Königin so viele Kinder verloren hatte, wünschte sie sich nun sehnlichst, noch einen Sohn zu gebären, der dann Thronfolger wäre. Sie suchte deshalb auf Anraten ihrer Ärzte im August 1687 die Heilquellen von Bath auf. Während ihres dortigen Aufenthalts im Cross Bath durften Männer dieses Bad nicht besuchen, doch konnte sie mit ihren Begleiterinnen beim Baden beobachtet werden. Täglich reiste sie mit ihrer Dienerschaft aufs Land und sie hielt auch öffentliche Audienzen ab. Ihr Gatte begab sich derweilen im September 1687 zur in Holywell in Wales gelegenen wundertätigen Quelle der heiligen Winifred, um dort für die Geburt männlichen Nachwuchses zu beten.
Tatsächlich wurde Maria Beatrix zu ihrer Freude, aber zum Leidwesen ihrer Stieftochter Anne und der Protestanten, bald darauf schwanger, was am 23. Dezember 1687 offiziell bestätigt wurde. Im Januar 1688 fanden deshalb Dankfeste statt. Zur Verschärfung der innenpolitischen Situation kam hinzu, dass Jakob II. u. a. fortfuhr, Katholiken in hohe Ämter zu hieven und bis Anfang 1688 alle von Karl II. übernommene Tory-Minister entlassen hatte.
Maria Beatrix brachte am 10. Juni 1688 in Anwesenheit zahlreicher Personen, darunter die Königinwitwe Katharina von Braganza, mit James Francis Edward (dem späteren „Älteren Prätendenten“, englisch „Old Pretender“) einen lebensfähigen Sohn zur Welt. Gemäß damaligem Brauch lebte die Königin dann eine Weile abgeschieden und erschien erstmals am folgenden 9. Juli wieder in der Öffentlichkeit. Hatten die Anglikaner bisher noch hoffen können, dass England nach dem Tode Jakobs II. einen protestantischen König erhalten werde, so schien nun die Erbfolge der katholischen Stuarts gewiss. Trotz gegenteiliger Zeugenaussagen verbreitete sich sofort quer durch England das Gerücht, dass der Thronfolger nicht „echt“, sondern ein von Jesuiten der Mutter untergeschobenes Kind sei, was auch die Stieftochter der Königin und Prinzessin von Oranien, Maria, auf ein Antwortschreiben ihrer Schwester Anne hin glaubte.

### Flucht
Die Furcht der Anglikaner vor einer langen Herrschaft katholischer englischer Könige veranlasste den Bischof von London, Henry Compton, und sechs andere führende englische Protestanten, Ende Juni 1688 Jakobs calvinistischen Schwiegersohn Wilhelm von Oranien um eine militärische Intervention zu ersuchen. In der Folge bediente sich Wilhelm u. a. propagandistisch der Zweifel, dass der kleine Prince of Wales der Sohn Jakobs II. war. Er landete am 5. November mit seinem Expeditionskorps in Torbay, womit die Glorious Revolution begann. Maria Beatrix, die den Papst um Hilfe bat, hatte Angst, dass die Protestanten sich ihres kleinen Sohnes bemächtigen wollten; so brachte sie ihn vorübergehend nach Portsmouth in Sicherheit. Ihrem Gatten gestattete sie, ihr ganzes Privatvermögen zum Krieg gegen seinen Widersacher zu verwenden. Der König zögerte aber zunächst und begab sich erst am 17. November 1688 von London zu seiner Hauptarmee nach Salisbury, während seine von den Resten des Geheimen Rates unterstützte Gemahlin als Regentin in London blieb. Jakob II. stellte fest, dass viele bisherige Freunde und manche Offiziere zu Wilhelm übergelaufen waren, wich einer kriegerischen Konfrontation aus und zog sich nach London zurück, wo es schon zu Übergriffen gegen Katholiken kam. Auch Jakobs Tochter Anne und deren Ehemann, Georg von Dänemark, hatten inzwischen die Seiten gewechselt.
Nach einem letzten gemeinsamen Abendessen im Whitehall Palast verließ Maria Beatrix auf Wunsch ihres Gatten als Wäscherin verkleidet mit ihrem kleinen Sohn am frühen Morgen des 10. Dezember die englische Hauptstadt und gelangte per Kutsche zur Küste, wo sich ihr einige Diener und Freunde anschlossen, darunter der Herzog von Lauzun, ein Höfling Ludwigs XIV. Mit ihren wenigen Begleitern segelte am nächsten Tag, dem 11. Dezemberjul. / 21. Dezember 1688greg., nahe Gravesend an Bord einer kleinen Yacht ab und landete nach einer etwa sechsstündigen, bei starkem Wind erfolgten Seefahrt in Calais. Hier wohnte sie zuerst einer im Kapuzinerkloster abgehaltenen Messe bei, wurde vom Gouverneur, dem Duc de Charost, großartig empfangen und bat Ludwig XIV. brieflich um Aufnahme sowie auch um Schutz für ihren Sohn. Der französische König, der für sie schon immer eine Vorliebe gehabt hatte, verhielt sich ihr gegenüber sehr freundlich und sandte ihr finanzielle Mittel und schöne Kleider.
Als ihr Gemahl nicht, wie von Maria Beatrix erwartet, bald in Calais eintraf, reiste sie nach Boulogne weiter und erfuhr hier vom Gouverneur, dem Duc d’Aumont, eine gastfreundliche Aufwartung. Sie war aber über das weitere Ausbleiben ihres Gatten verzweifelt, ersuchte ihn brieflich, zu ihr zu stoßen, und beabsichtigte, als sie von seiner – dann aber nur sehr kurz dauernden – Gefangensetzung Kenntnis erhielt, zu ihm nach England zurückzukehren, wovon sie aber ihr Fluchtbegleiter Lauzun auf Anweisung Ludwigs XIV. unter allen Umständen abbringen sollte.
Zuerst sollte die entthronte Königin im Schloss Vincennes empfangen werden, doch wurde dann Saint-Germain-en-Laye als ihr künftiger Aufenthaltsort ausgewählt. Sie erfuhr in Beaumont von der Landung ihres Gatten in Ambleteuse und wurde dann von Ludwig XIV. am 27. Dezember 1688jul. / 6. Januar 1689greg. persönlich in Chatou begrüßt sowie im Schloss Saint-Germain-en-Laye einquartiert, wo am folgenden Tag auch Jakob II. eintraf.

## Exil in Frankreich

### Vergebliche Bemühungen zur Wiedergewinnung der englischen Krone

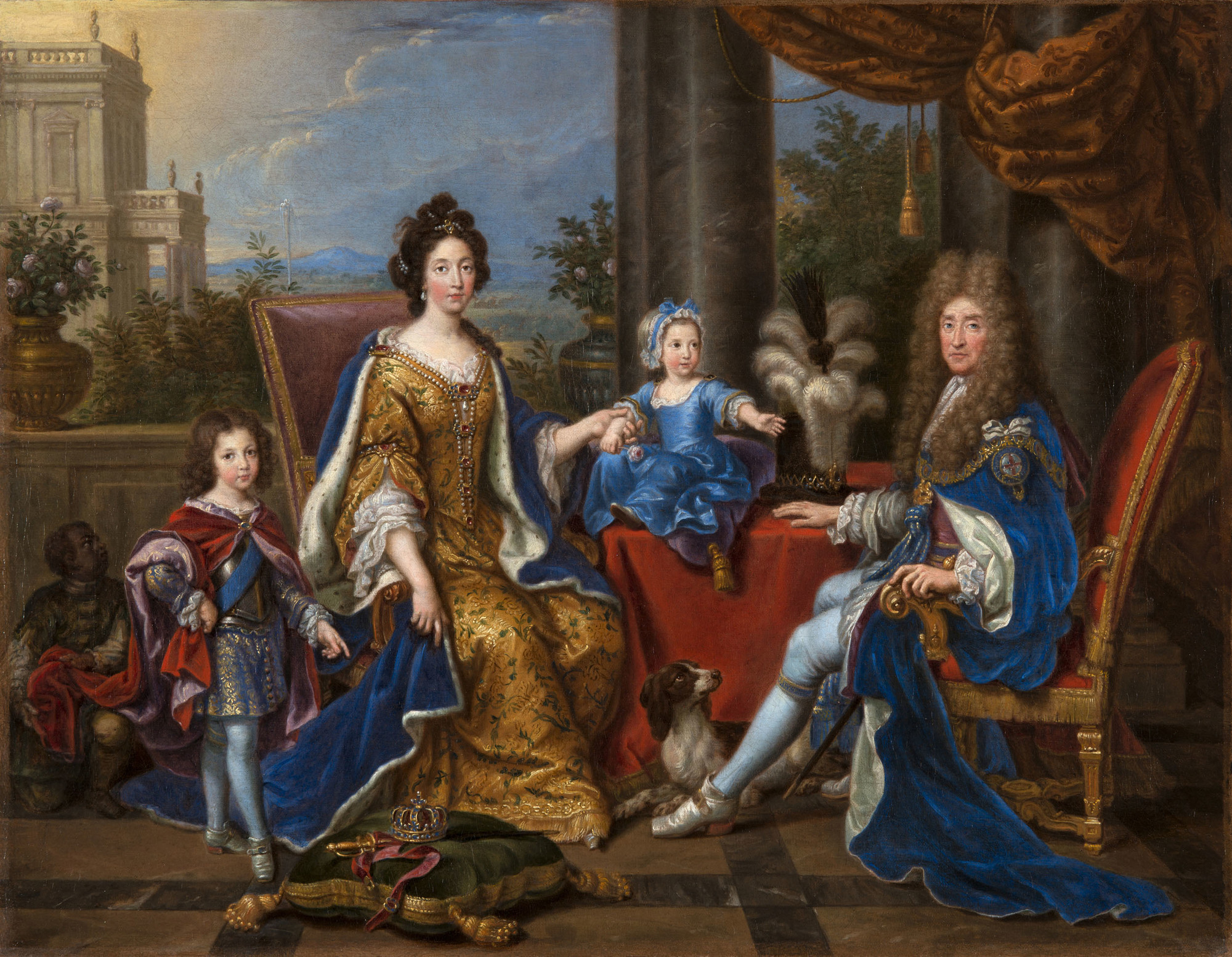
Mit Jakob II. und den überlebenden Kindern James Francis Edward und Louisa Maria 1694 im Exil, Gemälde von Pierre Mignard

In Frankreich verfügten der entthronte König Jakob II. und seine Gemahlin, die Queen over the water („Königin jenseits des Meeres“), wie sie von ihren Anhängern in England genannt wurde, zunächst über beträchtliche Finanzmittel. Maria Beatrix hatte ihren Schmuck mitgebracht, ihr Gatte hatte einiges Geld in Frankreich angelegt und das Paar erhielt von Ludwig XIV. eine monatliche Pension von 5000 Livres. Maria Beatrix konnte die meisten ihres vertrautesten Dienstpersonals auch auf ihrem Exilhof in Saint-Germain-en-Laye um sich versammeln. Während Jakob wegen seines politischen Versagens in Frankreich oft mit sehr kritischen und wenig schmeichelhaften Bemerkungen konfrontiert wurde, beispielsweise, dass er wenig Verstand besitze, hinterließ Maria Beatrix am Hof des Sonnenkönigs einen sehr guten Eindruck und wurde mit viel Sympathie bedacht. Dazu trugen ihre gutes Französisch, ihr freundliches Wesen und ihre attraktive Erscheinung bei. Die ihr von Ludwig XIV. entgegengebrachte Aufmerksamkeit soll die Eifersucht der Madame de Maintenon erregt haben, der gegenüber sie sich möglichst gefällig zu zeigen bemühte und die dann ihre Freundin wurde. Da es keine französische Königin gab und Maria Beatrix der Status einer Königin zuerkannt wurde, stand sie rangmäßig über allen anderen adligen Damen am Versailler Hof. Diese Vorrangstellung trübte ihre Beziehung zur – bereits im April 1690 verstorbenen – Dauphine Maria Anna.
Als treibende Kraft des exilierten Stuart-Hofs bemühte Maria Beatrix sich, dass ihr Gatte den englischen Thron zurückerhielt. So versuchte sie ein gegen Wilhelm von Oranien gerichtetes Bündnis zwischen dem französischen König, Papst Innozenz XI. und anderen katholischen Mächten zustande zu bringen. Trotz ihrer Bitten leistete Ludwig XIV. ihrem Gatten nur begrenzten Beistand.
Jakob begab sich im März 1689 mit französischer Militärhilfe nach Irland. Seine Belagerung Derrys scheiterte. Seine Gattin trug dazu dabei, dass Lauzun an der Spitze einer französischen Armee zu Jakobs Unterstützung entsandt wurde. Nach dem Erscheinen Wilhelms von Oranien am irischen Kriegsschauplatz erlitt Jakob in der Schlacht am Boyne (1. Julijul. / 11. Juli 1690greg.) eine vernichtende Niederlage. Obwohl der französische Admiral Tourville am Vortag durch seinen Sieg über eine englisch-niederländische Flotte in der Seeschlacht von Beachy Head die Herrschaft über den Ärmelkanal gewonnen und Maria Beatrix daraufhin Ludwig XIV. zum Einfall in England gedrängt hatte, nahm der Sonnenkönig nach der Nachricht von Jakobs Schlappe am Boyne von einer solchen Invasion Abstand. Jakob floh zurück nach Frankreich, und im Oktober 1691 mussten die katholischen Truppen in Irland ihren letzten Widerstand aufgeben.
Maria Beatrix war über den Ausgang des Krieges, die geringe Hilfe Frankreichs und anderer katholischer Staaten für die Wiedergewinnung des englischen Throns und die wachsende Lethargie ihres Gatten, der sich immer mehr in religiöse Meditation flüchtete enttäuscht. So lag es vor allem an ihr, aus England entwichene Katholiken zu empfangen und briefliche Kontakte mit den Jakobiten auf den Britischen Inseln zu führen. Wollte sie Trost im Glauben finden, etwa wenn sie sich in einer Krise befand oder von ihrem Gemahl getrennt war, besuchte sie Chaillot, ein von Königin Henrietta Maria nahe Paris gegründetes Kloster ihres Lieblingsordens von der Heimsuchung Mariens. Sie widmete sich auch der Herz-Jesu-Verehrung; der Jesuit Claude de la Colombière war in den späten 1670er Jahren einer ihrer Kapläne gewesen.
Die Niederlage der französischen Invasionsflotte bei La Hougue (Anfang Juni 1692) machte einen erneuten Plan Jakobs zum Einfall in England zunichte. Bald danach, am 28. Juni 1692, brachte Maria Beatrix in Saint-Germain-en-Laye ihr letztes Kind, Louisa Maria, zur Welt. Ihren ersten Vornamen erhielt das Mädchen nach seinem Taufpaten, dem französischen König. An dieser jüngsten Tochter hatte Maria Beatrix die größte Freude. Sie widmete sich, wie Jakob, intensiv religiösen Übungen; ihr Exilhof wirkte weltabgewandt und klösterlich. 1693 sah der Earl of Ailesbury die ehemalige englische Königin erstmals seit mehr als vier Jahren wieder und bemerkte, dass sie stark gealtert war.
Als ihr kinderloser Bruder Francesco II. am 6. September 1694 starb, versuchte Maria Beatrix, den Thron in Modena für sich und ihren Mann zu gewinnen, doch der Plan scheiterte an der Ablehnung des lethargischen Jakob. In Modena folgte daher ihr Onkel Rinaldo, der sich der gegen Ludwig XIV. gerichteten Augsburger Allianz anschloss und gespannte Beziehungen zu seiner Nichte unterhielt. Nach dem am Tod von Jakobs Tochter, der Königin Maria II. am 28. Dezember 1694 bot deren kinderloser Witwer Wilhelm III. an, Maria Beatrix’ Sohn James Francis Edward zu adoptieren und damit dessen Chancen auf den englischen Thron offenzuhalten. Doch das Königspaar lehnte dieses Angebot ab, weil es den verbundenen Religionswechsel seines Kindes zum anglikanischen Glauben nicht tolerieren wollte.
Ende 1696 wünschte der Sonnenkönig Frieden mit seinen Gegnern zu schließen, und Maria Beatrix musste ihm durch Madame de Maintenon versichern, dass sie und ihr Gatte sich diesem Ansinnen beugen würden. Im Frieden von Rijswijk erkannte Ludwig XIV. am 20. September 1697 Wilhelm III. als englischen König an. Die Regierung Großbritanniens versprach zwar, Maria Beatrix für ihr Wittum Zahlungen zu leisten, die aber ausblieben.

### Witwenzeit und Tod
Am 5. Septemberjul. / 16. September 1701greg. starb Jakob II. in Abwesenheit seiner Gattin, da es für Königinnen als nicht schicklich galt, an königlichen Sterbebetten zu verweilen. In Frankreich wurde Maria Beatrix’ Sohn als Jakob III./VIII. zum König von England, Schottland und Irland proklamiert, aber nur von Ludwig XIV., Clemens XI. sowie den Herrschern Modenas, Spaniens und Savoyens anerkannt. Maria Beatrix, die weiterhin im Schloss Saint-Germain-en-Laye residierte, übernahm bis 1706 die Funktion der „Regentin“ für ihren unmündigen Sohn.

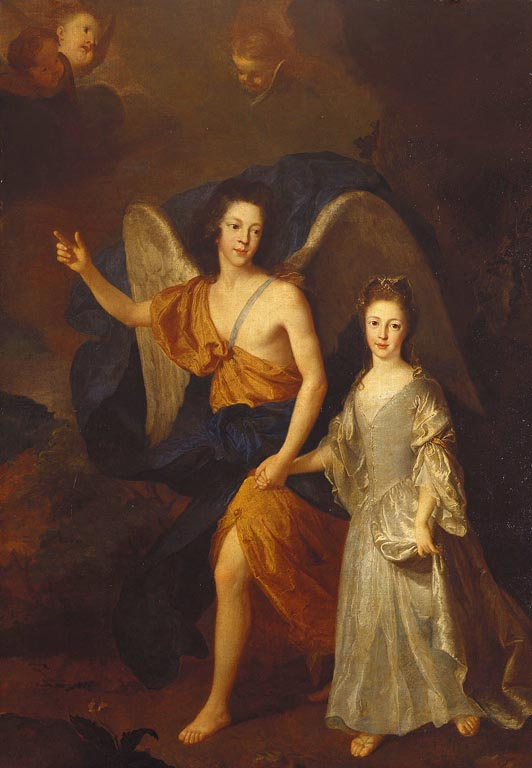
James Francis Edward und seine Schwester Louisa Maria Stuart, Gemälde von Alexis Simon Belle

Nach dem Tod Wilhelms III. († 8. Märzjul. / 19. März 1702greg.) wurde Jakobs II. Tochter Anne englische Königin. Sie wurde von Ludwig XIV. nicht anerkannt, was den Sonnenkönig in einen neuen militärischen Konflikt mit England stürzte. Simon Fraser, 11. Lord Lovat sprach sich in Inverness für James Francis Edward als Nachfolger Wilhelms III. aus, reiste bald danach an den Exilhof in Saint-Germain und bat Maria Beatrix um die Erlaubnis, ihren Sohn nach Schottland zu bringen. Dort wollte Lovat 15.000 Soldaten ausheben und mit ihnen James Francis Edward die Herrschaft auf den Britischen Inseln verschaffen. Maria Beatrix lehnte diesen Plan ab.
Nachdem James Francis Edward 1706 mündig geworden war, bemühte er sich erfolglos um den englischen Thron. Seine kränkelnde Mutter Maria Beatrix, die 1703 und 1705 wegen Brustkrebs operiert worden war, hielt sich nun – wenn sie nicht in Saint-Germain wohnte – häufig in Chaillot auf. In diesem Kloster verbrachte sie fast jeden Sommer viel Zeit mit ihrer Tochter Louisa Maria, die als enge Freundin und Trösterin ihrer Mutter agierte. In Chaillot fand Maria Beatrix 1711 heraus, dass ihr Sohn nach den Vorgesprächen zum Frieden von Utrecht die Anerkennung Ludwigs XIV. als englischer König verlieren und Frankreich verlassen müssen sollte. Tatsächlich wurde James Francis Edward 1712 exiliert. Maria Beatrix hatte sich nicht nur von ihrem Sohn zu trennen, sondern verlor im selben Jahr auch ihre Tochter Louisa Maria, die am 7. Apriljul. / 18. April 1712greg. im Alter von nur 19 Jahren an den Pocken starb. Ihr Tod traf Maria Beatrix schwer. Jahrelang hatte sie vergeblich versucht, einen Ehemann für Louisa Maria zu finden. Beide Ereignisse beeinträchtigen die Gesundheit der ehemaligen Königin weiter. Anfang 1714 wurde sie so ernsthaft krank, dass ihr Ableben bevorzustehen schien, weshalb sie Ludwig XIV. und Madame de Maintenon Abschiedsbriefe sandte; sie genas aber wieder.
Fast ihr ganzes Vermögen hatte Maria Beatrix aufgebraucht, um die politischen Ansprüche ihres Mannes und ihres Sohnes auf die Herrschaft in Großbritannien zu fördern. Zwar hatte Königin Anne im Dezember 1713 erlaubt, Maria Beatrix Zahlungen für ihr Wittum zukommen zu lassen, doch erhielt diese kein Geld. Anne starb acht Monate später und ihr Nachfolger Georg I. kümmerte sich nicht um dieses Thema. So lebte die ehemalige Königin ihre letzten Jahre in eher bescheidenen Verhältnissen, suchte aber dennoch nach Georgs Thronbesteigung wieder für die Rechte ihres Sohnes James Francis Edward zu wirken. Doch der erste Jakobitenaufstand scheiterte 1715; dem „Old Pretender“ blieb die englische Krone versagt. Er traf zum letzten Mal Anfang 1716 mit seiner Mutter zusammen, als er sich nach seiner Rückkehr aus Schottland eine Weile in Saint-Germain aufhielt. Maria Beatrix vermittelte ihm seine Ehefrau Maria Clementina Sobieska.
Maria Beatrix starb am 26. Apriljul. / 7. Mai 1718greg. in Saint-Germain-en-Laye im Alter von 59 Jahren an einer durch einen Abszess an ihrer linken Seite komplizierten Lungenentzündung. Am nächsten Tag schrieb Liselotte von der Pfalz eine Art Nachruf, in dem sie bemerkte, dass die Verstorbene eine gute und fromme Königin gewesen sei und Armen alles, was sie besaß, gegeben und sich niemals über ihr Unglück beklagt habe. Am 16. Junijul. / 27. Juni 1718greg. erhielt Maria Beatrix auf Anordnung des französischen Regenten Philippe II. de Bourbon, duc d’Orléans ein Staatsbegräbnis. Sie wurde in der Kirche von Chaillot beigesetzt, ihr Grab aber während der Französischen Revolution zerstört.